# Икауниекс, Янис (футболист)
Я́нис И́кауниекс (латыш. Jānis Ikaunieks; род. 16 февраля 1995, Кулдига) — латвийский футболист, атакующий полузащитник клуба РФС и сборной Латвии.

## Биография

### Клубная карьера
Воспитанник юношеских команд лиепайского «Металлурга». В 2012 году в составе «Металлурга-2» стал победителем первой лиги Латвии, забив 11 голов в 20 матчах. В 2013 году переведён в основной состав клуба, дебютный матч в высшей лиге сыграл 7 апреля 2013 года против рижской «Даугавы». В первом сезоне, как правило, выходил на замены, и в 19 матчах стал автором трёх голов. Первый гол в высшей лиге забил 18 октября 2013 года в ворота юрмальского «Спартака». Финалист Кубка Латвии 2012/13. По окончании сезона 2013 года «Металлург» был расформирован, а созданный на его базе клуб «Лиепая» играл преимущественно молодыми игроками, в результате Икауниекс получил твёрдое место в составе. В сезоне 2014 года он забил 23 гола в 32 матчах, заняв второе место в споре бомбардиров чемпионата после Владислава Гутковского (28). 11 июня 2014 года в матче против «Юрмалы» забил 4 гола. Дважды за сезон признавался игроком месяца — в мае и сентябре, а по итогам сезона 2014 года признан лучшим игроком и лучшим полузащитником.
На протяжении 2014 года об интересе к игроку заявляли загребское «Динамо», амстердамский «Аякс», «Штутгарт», «Удинезе», в хорватском клубе он побывал на просмотре. В итоге 23 декабря 2014 года Икауниекс подписал 4-летний контракт с французским клубом «Мец». Дебютный матч в новом клубе сыграл в Кубке Франции 20 января 2015 года против клуба третьего дивизиона «Авранш», а в Лиге 1 дебютировал 31 января в игре против «Ниццы». До конца сезона принял участие в четырёх матчах, а его клуб покинул элитный дивизион. В сезоне 2015/16 сыграл 8 матчей в Лиге 2.
В декабре 2016 года перешёл на правах аренды в клуб высшей лиги Греции «Лариса», также известный как АЕЛ. Дебютный матч сыграл 4 января 2017 года против «Верии», а свой единственный гол за клуб забил 18 января, также в ворота «Верии». Всего в греческой лиге сыграл за полсезона 10 матчей.
В июне 2017 года перешёл на правах аренды в свой бывший клуб — «Лиепаю». Из-за травмы пропустил два месяца, поэтому сыграл за полсезона лишь 6 матчей в чемпионате и игру в финале Кубка Латвии, где «Лиепая» одержала победу над «Ригой». В чемпионате 2017 года его клуб завоевал серебряные награды. По окончании сезона подписал постоянный контракт с «Лиепаей» и стал одним из лидеров атаки клуба, забив 9 голов в 17 матчах, однако снова много пропустил из-за травмы, на этот раз три месяца по причине травмы плеча. В 2019 году продолжал выступать в основе клуба и забил 7 голов, однако в чемпионате «Лиепая» была не слишком успешна. В Лиге Европы стал автором гола в ворота минского «Динамо».
В феврале 2020 года подписал контракт с клубом высшего дивизиона Норвегии «Стрёмсгодсет», где за полсезона сыграл только 6 матчей. В августе клуб и игрок добровольно расторгли контракт. Вернувшись на родину, присоединился к клубу РФС, с которым стал вице-чемпионом страны 2020 года. В 2021 году перешёл в клуб чемпионата Финляндии «КуПС».

### Карьера в сборной
Выступал за юниорские и молодёжные сборные Латвии, но не был их регулярным игроком.
В национальной сборной дебютировал 13 октября 2014 года в матче против Турции. Сыграв первый матч в возрасте 19 лет, 7 месяцев и 25 дней, стал на тот момент совладельцем рекорда самого молодого игрока сборной, повторив результат Мариса Верпаковского. Первые голы за сборную забил 29 марта 2016 года, сделав «дубль» в ворота Гибралтара. В 2016 и 2018 годах становился победителем Кубка Балтии. По состоянию на конец 2021 года достиг отметки в 40 матчей за сборную.

## Достижения
- Серебряный призёр чемпионата Латвии: 2017, 2020
- Обладатель Кубка Латвии: 2017
- Финалист Кубка Латвии: 2012/13
- Обладатель Кубка Финляндии: 2021
- Победитель Кубка Балтии: 2016, 2018
- Лучший футболист чемпионата Латвии: 2014

## Личная жизнь
Брат Давис также футболист, игрок сборной Латвии.